# ألفرد زوكر
ألفرد زوكر (بالألمانية: Alfred Zucker؛ بالإنجليزية: Alfred Zucker) هو مهندس معماري أمريكي وألماني، ولد في 23 يناير 1852 في Świebodzice ‏ في بولندا، وتوفي في 2 أغسطس 1913 في بوينس آيرس في الأرجنتين.